# Chewing gum électrique

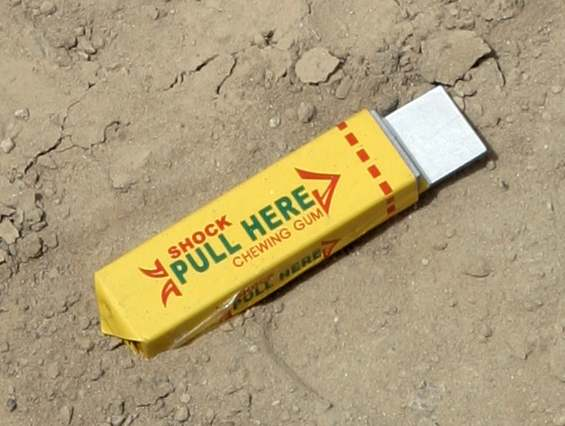
Exemple d’un chewing gum électrique

Le chewing gum électrique est un objet de farces et attrapes. La victime de la farce se voit offrir un chewing gum d'une petite boite et reçoit un choc électrique bénin en le saisissant.
Les marques les plus connues en fabriquant sont Fruit Juicy et JB.